# 3107-es mellékút (Magyarország)
A 3107-es számú mellékút egy négy számjegyű mellékút Pest vármegye keleti részén.

## Nyomvonala
Zsámbokon ágazik ki a 3105-ös útból, nem sokkal annak 20. kilométere után, délkelet felé; neve itt, a kezdeti rövid szakaszán Bajza Lenke tér, majd Kossuth Lajos utca. Három kilométer megtétele után lép át Tóalmás területére, a fő iránya itt továbbra is  délkeleti. 5. kilométere után keresztezi a Hajta-patakot, elhalad a patak duzzasztásával létrehozott tó közelében, majd eléri a település első házait. Itt a Fő utca nevet veszi fel, majd a 6. kilométerénél kiágazik belőle délkelet felé a 31 106-os út. Több kisebb irányváltás ellenére a település lakott területét is nagyjából délkelet felé hagyja el.
A 11. kilométerénél eléri Tóalmás és Szentmártonkáta határvonalát, itt egy darabig azzal egy vonalban halad. A 12+400-as kilométerszelvénye előtt ágazik ki belőle a 3108-as út: ettől a ponttól már teljesen Szentmártonkáta területén húzódik. Itt dél, majd délnyugat felé fordul, a Bajcsy-Zsilinszky út nevet veszi fel, és így ér véget, Szentmártonkáta központjában, beletorkollva a 31-es főútba, annak 56+600-as kilométerszelvényénél.
Teljes hossza, az országos közutak térképes nyilvántartását szolgáló kira.gov.hu adatbázisa szerint 14,297 kilométer.

## Története
1934-ben a kereskedelem- és közlekedésügyi miniszter 70 846/1934. számú rendelete a teljes hosszában másodrendű főúttá nyilvánította, a Hatvan-Cegléd közt húzódó, akkori 31-es főút részeként.

## Települések az út mentén
- Zsámbok
- Tóalmás
- Szentmártonkáta